# Stade Municipal Louis Simon
Das Stade Municipal Louis Simon ist das frühere Stadion des französischen Fußballvereins Croix de Savoie 74 in Gaillard. Die Stadt Gaillard liegt im Département Haute-Savoie in der östlichen Region Auvergne-Rhône-Alpes. Die Spielstätte bietet eine überdachte Haupttribüne und fasst insgesamt 2000 Zuschauer. Im Juli 2009 benannte sich der Verein in FC Évian Thonon Gaillard um; um ein größeres Publikum in der Region um Évian und Thonon-les-Bains anzusprechen. Da das Stadion nicht den Bestimmungen der National (D3) entsprach; zog der Verein schon 2005 nach Thonon-les-Bains in das Stade Joseph-Moynat um. 